# Политички систем Војводине
Статус Аутономне Покрајине Војводине у Србији дефинисан је Уставом Србије и Статутом Војводине. Статут Војводине је највиши правни акт покрајине. Законодавну власт чини Скупштина Војводине, а извршну власт Влада Војводине.

## Управа у Војводини
После политичких промена у Југославији које су уследиле након 5. октобра 2000. године, Народна скупштина Србије је усвојила посебан Закон о утврђивању одређених надлежности аутономне покрајине (2002), којим су Војводини великим делом враћене изворна аутономија и надлежност (које су биле ускраћене Уставом из 1990. године) у области културе, образовања, јавног информисања, здравственог, пензијског, инвалидског и социјалног осигурања, заштите животне средине, урбанизма, грађевинарства и стамбених послова, запошљавања, привреде, пољопривреде, рударства и енергетике, туризма, спорта и још неких дугих области. Овим тзв. омнибус законом (назван тако јер се области у којима су утврђене надлежности Војводине овим законом таксативно набројане), ближе се одређују надлежности аутономне покрајине, нарочито у областима у којима Република уређује систем, као и одређена питања која се оносе на оснивање, организацију и рад организационих јединица републичких фондова и завода на територији аутономне покрајине.
Аутономне покрајине, у складу са Уставом и својим статутом, уређују надлежност, избор, организацију и рад органа и служби које оснивају. Аутономне покрајине, у складу са законом, уређују питања од покрајинског значаја у области: просторног планирања и развоја, пољопривреде, водопривреде, шумарства, лова, риболова, туризма, угоститељства, бања и лечилишта, заштите животне средине, индустрије и занатства, друмског, речног и шелезничког саобраћаја и уређивања путева.
Аутономне покрајине се старају о остваривању људских и мањинских права, у складу са законом; утврђују симболе покрајине и начин њиховог коришћења; управљају покрајинском имовином на начин предвиђен законом; покрајине, у складу са Уставом и законом, имају изворне приходе, обезбеђују средства јединицама локалне самоуправе за обављање поверених послова, доносе свој буџет и завршни рачун. Према Уставу, Влада може пред Уставним судом покренути поступак за оцену уставности или законитости одлуке аутономне покрајине, пре њеног ступања на снагу. У том случају Уставни суд може до доношења своје одлуке одложити ступање на снагу оспорене одлуке аутономне покрајине.
Према Одлуци о покрајинској управи и другим прописима, покрајински органи управе у оквиру надлежности Покрајине утврђених Уставом, законом и Статутом, обављају следеће послове:
1. извршавају законе,
2. примењују одлуке Скупштине и Извршног већа,
3. решавају у управним стварима када им је то законом поверено,
4. врше управни надзор када им је то законом поверено,
5. припремају одлуке које доносе Скупштина и Извршно веће,
6. најзад, врше друге Уставом, законом, Статутом и другим прописима утврђене послове и друге стручне послове за Скупштину и Извршно веће.

## Установе

### Влада Војводине
Влада Аутономне Покрајине Војводине има седиште у Новом Саду.
Владу чине 11 секретаријата:
- за науку и технолошки развој
- за пољопривреду, водопривреду и шумарсто
- за културу и јавно информисање
- за образовање, управу и националне заједнице
- за привреду, запошљавање и равноправност полова
- за урбанизам, градитељство и заштиту животне средине
- за здравство, социјалну политику и демографију
- за финансије
- за међурегионалну сарадњу и локалну самоуправу
- за енергетику и минералне сировине
- за спорт и омладину

Након избора из 2004. године, Владу Војводине су чиниле следеће партије и коалиције: Демократска странка, Заједно за Војводину, Савез војвођанских Мађара и Покрет снага Србије. Након избора из 2008. године, владу су чиниле: Демократска странка, Г17+, Мађарска коалиција, Лига социјалдемократа Војводине и Социјалистичка партија Србије. Након избора из 2012. године, владу чине: Демократска странка, Лига социјалдемократа Војводине и Савез војвођанских Мађара.

### Скупштина Војводине
Скупштина Аутономне Покрајине Војводине је представничко тело грађана које доноси прописе за извршавање закона и других прописа и општих аката Републике Србије, чије је извршавање поверено Скупштини као и одлуке и друга општа акта из своје надлежности. Скупштина АП Војводине има 120 посланика који се бирају на непосредним изборима, тајним гласањем, по пропорционалном и већинском изборном систему, на период од четири године.

## Статут
Највиши правни акт Аутономне покрајине Војводине је Статут. Доноси га Скупштина уз претходну сагласност Народне скупштине Републике Србије. Статутом се, на основу Устава Републике Србије и Закона о утврђивању надлежности Аутономне покрајине, утврђују надлежности аутономне покрајине, избор, организација и рад њених органа и друга питања од интереса за аутономну покрајину.

## Политичке партије

### Раније политичке партије
У периоду постојања СФРЈ, на простору Војводине је деловао Савез комуниста Војводине, који је чинио покрајинску организацију Савеза комуниста Југославије.

### Националне политичке партије
Политичке партије које делују на нивоу целе Србије, а које имају и значајан број гласача у Војводини су:
- Демократска странка
- Српска напредна странка
- Социјалистичка партија Србије
- Српска радикална странка
- Демократска странка Србије

На изборима из 2004. године у Војводини је највише гласова добила Српска радикална странка, да би на изборима из 2008. и 2012. године највише гласова освојила коалиција окупљена око Демократске странке.

### Аутономашке политичке партије
Аутономашке политичке партије које делују на подручју Војводине су:
- Лига социјалдемократа Војводине
- Војвођанска партија
- Реформисти Војводине

Аутономашке партије које су биле активне раније су:
- Коалиција Војводина (1996—2005)
- Војвођански покрет
- Унија социјалиста Војводине
- Војвођанска унија - Војводина мој дом
- Демократска Војводина
- Социјалдемократска партија Војводине
- Војвођански клуб
- Војвођанска алтернатива
- Конфедерација синдиката Војводине

Војвођански клуб данас делује као невладина организација, а у Банату је активна невладина организација Банатски форум, која се залаже за претварање Баната у административну регију у оквиру Војводине.

### Етничке политичке партије
Политичке партије Срба:
- Савез Срба Војводине

Политичке партије Црногораца:
- Црногорска партија

Политичке партије Буњеваца:
- Савез Бачких Буњеваца
- Буњевачка странка
- Буњевачка странка Војводине

Политичке партије Мађара:
- Савез војвођанских Мађара
- Демократска заједница војвођанских Мађара
- Демократска странка војвођанских Мађара
- Грађански Савез Мађара
- Покрет Мађарске Наде
- Странка мађарског јединства

На подручју Србије (АП Војводине) такође делује и Омладински покрет 64 жупаније - екстремистичка политичка организација Мађара регистрована у Мађарској.
Политичке партије Хрвата:
- Демократски савез Хрвата у Војводини
- Демократска заједница Хрвата
- Хрватски народни савез
- Хрватска сријемска иницијатива
- Хрватско-буњевачко-шокачка странка

Политичке партије Словака:
- Словачка странка
- Словачка демократска странка
- Странка Војвођанских Словака

Политичке партије Румуна:
- Алијанса војвођанских Румуна

Политичке партије Рома:
- Ромска партија
- Ромска демократска странка

Политичке партије Македонаца:
- Демократска партија Македонаца

Политичке партије Русина:
- Русинска демократска странка
- Заједно за Војводину

## Избори

### Покрајински избори из 2004.
Главни чланак: Избори за посланике у Скупштину Аутономне Покрајине Војводине 2004.
На покрајинским изборима из 2004. године, седишта у Скупштини Војводине су освојиле следеће странке и коалиције:
- Српска радикална странка (36)
- Демократска странка (35)
- Савез војвођанских Мађара (11)
- Социјалистичка партија Србије (8)
- Заједно за Војводину (7)
- Покрет Снага Србије (7)
- Демократска странка Србије (6)
- Г17+ (2)
- Реформисти Војводине (2)
- Коалиција „Суботица – наш град” (1)
- Демократска странка војвођанских Мађара (1)
- Групе грађана Пландишта, Инђије, Аде и Бачког Петровца (4)

### Покрајински избори из 2008.
Главни чланак: Избори за посланике у Скупштину Аутономне Покрајине Војводине 2008.
На покрајинским изборима из 2008. године, седишта у Скупштини Војводине су освојиле следеће странке и коалиције:
- За европску Србију (64)
- Српска радикална странка (24)
- Мађарска коалиција (9)
- Заједно за Војводину (6)
- Демократска странка Србије - Нова Србија (6)
- Социјалистичка партија Србије - Партија уједињених пензионера Србије (5)
- Либерално-демократска партија (1)
- Групе грађана (5)

### Покрајински избори из 2012.
Главни чланак: Избори за посланике у Скупштину Аутономне Покрајине Војводине 2012.
На покрајинским изборима из 2012. године, седишта у Скупштини Војводине су освојиле следеће странке и коалиције:
- Избор за бољу Војводину (58)
- Покренимо Војводину (22)
- Социјалистичка партија Србије - Партија уједињених пензионера Србије - Јединствена Србија - Социјалдемократска партија Србије (13)
- Лига социјалдемократа Војводине (10)
- Савез војвођанских Мађара (7)
- Српска радикална странка (5)
- Демократска странка Србије (4)
- Војвођански преокрет (1)

## Мишљења о статусу Војводине
У анкети коју је 2003. године спровела агенција "Скан" из Новог Сада, грађани Војводине су одговарали на питање о томе који је статус Војводине за њих најприхватљивији. Тада су дати следећи одговори:
- Ниво аутономије из 1974. године (34,0%)
- Садашњи ниво аутономије (21,3%)
- Више аутономије у оквиру Србије, али мање него 1974. (20,2%)
- Војводина као република у Југославији (6,5%)
- Сву аутономију би требало укинути (5,8%)
- Независна Војводина (5,0%)
- Нешто друго (1,9%)
- Не знају одговор (5,3%)

Лига социјалдемократа Војводине се раније залагала за формирање Републике Војводине у оквиру федерализоване Србије. Међутим, ова странка је касније напустила ову идеју и сада се, уместо федерализоване Србије, залаже за Србију са пет аутономних покрајина. За формирање Војводине Републике се данас, уместо Лиге, залаже Војвођанска партија. Такође, одређени политички покрети (Трећа Србија, Напредни клуб) се залажу за укидање аутономије Војводини. Удружење грађана "Доста је било - Рестарт" сматра да у Србију треба децентрализовати на нивое округа око већих градова са широким овлашћењима, док би аутономна покрајина Војводина могла представљати још један ниво власти, у који би уколико га грађани желе, војвођански окрузи делегирали посланике.